# I Muvrini
I Muvrini to korsykański zespół muzyczny, wykonujący tradycyjną korsykańską muzykę, śpiewając prawie zawsze w języku korsykańskim, poza  utworami liturgicznymi po łacinie i wtrąceniami śpiewanymi po francusku.

## Historia
Zespół założyło pod koniec lat siedemdziesiątych dwóch braci: Jean-François Bernardini i Alain Bernardini, pochodzących z wioski Tagliu-Isulacciu na północy Korsyki.
Zainspirowani przez swojego ojca, Ghjuliu, bracia Bernardini rozpoczęli swoją misję niestrudzonego opowiadania śpiewem i muzyką o miłości do swojego kraju, patriotyzmie. 
Początki, jak i działalność w pierwszych latach były dla muzyków bardzo trudne ze względu na represje ze strony lokalnych władz, które zarzucając prowokowanie publicznych zakłóceń zabraniały muzykom śpiewać. 
I Muvrini pomimo tych trudności nie przerwali swojej misji, tworząc muzykę nadal, uparcie realizując cel pokazania jej światu.
Dziś zespół znany jest niemal na wszystkich kontynentach a ich muzyka trafia do wszystkich ludzi bez względu na pochodzenie.  I Muvrini działają nieprzerwanie od 1979 roku. W 2000 roku  na płycie „A strada” ukazała się piosenka „Terre d'Oru” nagrana wspólnie ze Stingiem .
Dwa lata później na płycie „Umani” znalazł się utwór wykonywany wspólnie z polską mezzosopranistką, Małgorzatą Walewską.
Nazwa zespołu pochodzi od zwierzęcia będącego symbolem Korsyki – muflona ; w języku korsykańskim muvrinu znaczy tyle co muflon.

## I Muvrini w Polsce
Niektóre z zamieszczonych tu informacji wymagają weryfikacji.
 Po wyeliminowaniu niedoskonałości należy usunąć szablon {{Dopracować}} z tej sekcji.
Zespół gościł w Polsce czterokrotnie:
- 22 grudnia 2001 roku, na zaproszenie Wielkiej Orkiestry Świątecznej Pomocy wystąpił w koncercie bożonarodzeniowym w warszawskim Teatrze Wielkim
- 23 sierpnia 2002 roku na 39. Sopot Festival w ramach koncertu „Muzyka Świata”
- 30 listopada 2002 roku na koncercie w kościele św. Krzyża
- 14 września 2008 roku na Festiwalu Skrzyżowanie Kultur w Warszawie

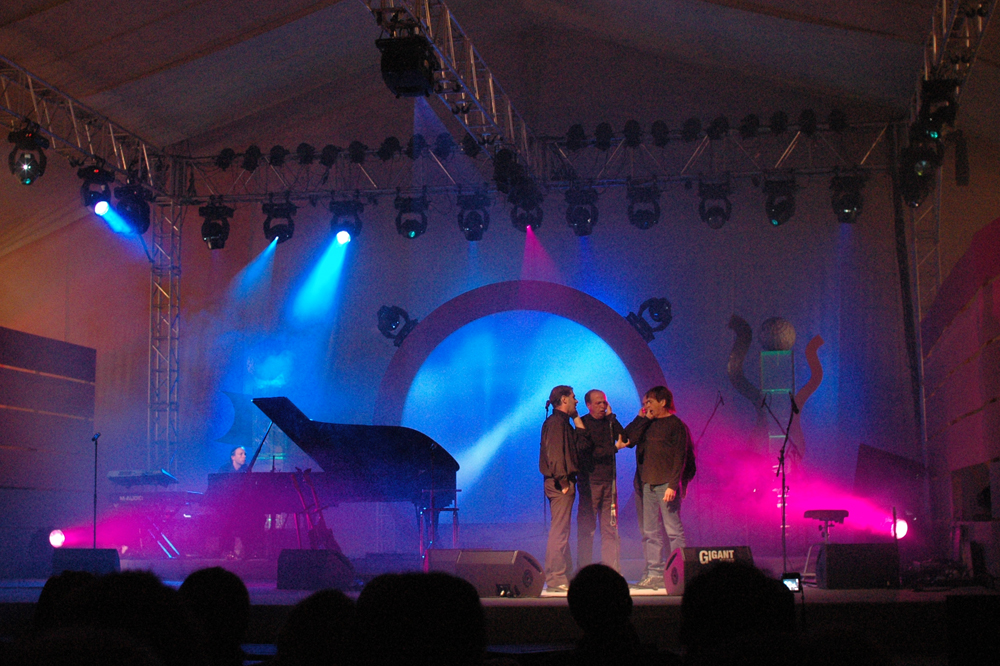
Występ w Warszawie w czasie 4. Festiwalu Warszawskiego

## Skład zespołu
- Jean François Bernardini – śpiew
- Alain Bernardini – śpiew
- Stéphane Mangiantini – śpiew
- Martin Vadella – śpiew
- Jean Bernard Rongiconi – gitara
- Alain Bonnin – syntezator, fortepian
- Loic Taillebrest – dudy
- Gilles Chabenat – lira korbowa
- César Anot – bas, śpiew
- Roger Biwandu – bębny

## Dyskografia

### Albumy studyjne
- 1979 – Ti ringrazianu
- 1980 – Anu da vulta
- 1981 – Rundinella
- 1984 – E campa qui
- 1986 – Lacrime
- 1987 – A l'encre rouge
- 1988 – Pe l'amore di tè
- 1989 – Quorum
- 1991 – A voce rivolta
- 1993 – Noi
- 1995 – Curagiu
- 1998 – Leia
- 2000 – Pulifunie
- 2000 – A strada
- 2002 – Umani
- 2005 – Alma
- 2015 – Invicta

### Albumy koncertowe
- 1990 – In core
- 1994 – Zenith 93
- 1996 – Bercy 96